# Fra det mørke København
Fra det mørke København è un cortometraggio muto del 1910 scritto, interpretato e diretto da Carl Alstrup. Tra gli altri interpreti, Kate Fabian, Sigrid Creutz Hindborg, Jørgen Lund, Carl Petersen, Arvid Ringheim, Emilie Sannom.

## Produzione
Il film fu prodotto dalla Biorama.

## Distribuzione
In Danimarca, il film - un cortometraggio in due bobine - venne presentato in prima il 29 settembre 1910.